# L'hoste (pel·lícula de 2006)
L'hoste (títol original en coreà 괴물 Goemul, literalment en català "Monstre"; títol internacional en anglès The Host) és una pel·lícula de monstres sud-coreana del 2006 dirigida per Bong Joon-ho. L'obra combina els ingredients d'una superproducció d'acció amb la denúncia política i la crítica de la presència de l'exèrcit dels Estats Units al país. Fou doblada al català.
Després de l'èxit que Bong va obtenir amb el seu film precedent, Memories of Murder, L'hoste va gaudir d'una important promoció i es va estrenar en un nombre rècord de sales; al final de la seva explotació a Corea, el novembre del 2008, la pel·lícula havia atret 13 milions d'espectadors, convertint-se així en el major èxit de taquilla d'aquest país.
El film ha rebut igualment un gran nombre de premis, entre els quals el de millors efectes especials al Festival de Sitges, el de la millor pel·lícula als Asian Film Awards i als Blue Dragon Film Awards.

## Argument
Uns científics de l'exèrcit dels EUA llencen al riu Han de Seül uns productes químics tòxics. Uns anys més tard, Park Gang-du, un humil venedor amb un caràcter força infantil, té un petit snack-bar a les vores del riu on viu amb la seva filla única Hyun-seo, la seva germana Nam-joo, campiona frustrada de tir amb arc, i el seu germà Nam-il, un diplomat a l'atur. De sobte, la multitud assisteix a un estrany espectacle aquàtic que ràpidament desencadena el pànic: una criatura monstruosa, immensa i desconeguda, sorgeix de l'aigua i comença a atacar la gent, destruint-ho tot al seu pas. Gang-du intenta salvar la seva filla, però la perd enmig de confusió i veu, horroritzat, que el monstre l'atrapa i desapareix amb ella al fons del riu.
Gang-du està desesperat, sentint-se culpable de la desaparició de Hyun-seo, però malgrat tot comença a tenir la sensació que encara és viva. Llavors rep una trucada misteriosa provinent del mòbil de la seva filla; això confirma la seva esperança i decideix anar a buscar-la amb tota la família, malgrat l'oposició de les autoritats. S'inicia aleshores una recerca desesperada durant la qual hauran d'enfrontar el monstre, però també el secretisme i les males arts del seu propi govern i de l'exèrcit.

## Repartiment
- Song Kang-ho, Park Gang-du
- Byeon Hee-bong, Park Hee-bong
- Park Hae-il, Park Nam-il
- Bae Doona, Park Nam-joo
- Ko Ah-seong, Park Hyun-seo
- Oh Dal-soo, veu del monstre
- Lee Jae-eung, Se-jin
- Lee Dong-ho, Se-ju
- Yoon Je-moon, el vagabund

Un altre pòster de la pel·lícula

- Lim Phil-sung, personatge de l'oficina
- Kim Rwi-ha, dona en groc (al funeral)
- Park Roh-sik, l'oficial inquisidor
- Ko Soo-hui, la infermera que es fa atrapar
- David Joseph Anselmo, Donald
- Scott Wilson, el doctor de l'exèrcit dels EUA
- Paul Lazar, el doctor estatunidenc
- Brian Lee, el jove doctor coreà